# Bóng đá tại Bénin
Bóng đá tại Bénin là môn thể thao phổ biến nhất. được điều hành bởi Liên đoàn bóng đá Bénin, Đội tuyển bóng đá quốc gia Bénin (Les Ecureuils) gia nhập FIFA và Liên đoàn bóng đá châu Phi vào năm 1969 khi quốc gia này còn mang tên Dahomey. Dahomey được đổi tên thành Bénin vào năm 1975. 

## Les Ecureuils
Les Ecureuils ("Những chú sóc", biệt danh của đội tuyển Bénin) chưa lần nào vượt qua vòng loại World Cup và mới chỉ một lần góp mặt tại Cúp bóng đá châu Phi năm 2004. Trên bảng xếp hạng FIFA, Vị trí cao nhất của Bénin là đứng thứ 79 vào tháng 9 năm 2007. Sân nhà của đội tuyển là Sân vận động Hữu nghị ở Contonou.

## Các cầu thủ Bénin nổi tiếng
- Romuald Boco
- Laurent D'Jaffo
- Moussa Latoundji
- Stéphane Sessègnon